# Stewart Glenister
Stewart Michael Glenister (Fort Knox, 12 ottobre 1988) è un ex nuotatore samoano americano, specializzato nello stile libero.

## Biografia
Entrambi i suoi genitori sono samoani americani.
Rappresentò le Samoa Americane ai Giochi olimpici estivi di Pechino 2008, dove ottenne il 71º tempo nelle batterie dei 50 m stile libero e fu eliminato.